# 진주 목걸이
《진주 목걸이》는 2003년 9월 20일부터 2004년 3월 14일까지 방영된 KBS 2TV 주말 드라마이다. 가난한 집안에서 태어나 예술에 대한 열정과 어려운 환경에 굴하지 않고 씩씩하게 자기의 길을 가는 뮤지컬 연출자 김기남(김민종)은 밝고 부잣집 외동딸로 활달한 성격의 뮤지컬 기획자 박난주(김유미)와 사사건건 부딪치다가 결국 사랑에 빠지게 되는 이야기

## 등장 인물

### 주요 인물
- 김민종 : 김기남 역 - 기선의 남동생, 난주의 친오빠, 뮤지컬 연출자
- 김유미 : 박난주/김기영 역 - 기선의 여동생, 기남의 친여동생, 뮤지컬 기획자
- 윤태영 : 황준혁 역 - 펀드 매니저
- 채민서 : 오연정 역 - 뮤지컬 배우

### 난주네
- 김해숙 : 정인숙 역 - 난주의 계모, 공연 기획사 사장
- 이정길 : 문태훈 역 - 인숙의 사업파트너, 기획사 이사
- 최란 : 정명숙 (크리스 정) 역 - 난주의 의붓이모

### 기남네
- 정동환 : 김재만 역 - 기남의 부이자 난주의 생부
- 박원숙 : 노순복 역 - 기남의 모이자 난주의 생모
- 신윤정 : 김기선 역 - 재만의 큰딸, 기남의 누나이자 난주의 친언니
- 조덕현 : 최대한 역 - 기선의 남편, 난주의 형부, 기남의 처남
- 김영옥 : 서말자 역 - 재만 모

### 준혁네
- 이순재 : 황만갑 역 - 준혁 부, 재산가
- 윤여정 : 윤해명 역 - 준혁 모
- 남궁민 : 황준호 역 - 준혁의 동생

### 그 외 인물
- 한민 : 양세라 역 - 준호의 여자친구
- 조병기 : 기남 친구 상구/포장마차 주인 역
- 김연주 : 수지 역
- 김명수 : 장갑수 역
- 박준석
- 이정용
- 최윤준
- 전아민
- 김하은
- 고규필
- 나경민
- 최지해
- 지현우
- 양주호
- 유선애
- 백소미

## 연장 사유
- 진주 목걸이 방영 분량이 50부작에서 2회 연장되어 52부작으로 변경 및 확정되었다.
- 자체 최고 시청률 : 2004년 2월 22일(46회)에서 30.2%를 기록했다.
- https://sports.hankooki.com/news/articlePrint.html?idxno=2298771

## 시청률 (TNS 미디어코리아)
- 2003.9.21 (16.8%)
- 2003.11.8 (14.4%)
- 2003.11.15 (17.6%)
- 2003.11.16 (18.7%)
- 2003.12.21 (20.3%)
- 2004.1.4 (24.6%)
- 2004.1.18 (23.8%)
- 2004.1.24 (25.2%)
- 2004.1.25 (24.8%)
- 2004.2.8 (26.2%)
- 2004.2.21 (30.2%)
- 2004.2.22 (29.0%)
- 2004.3.7 (25.7% 닐슨)
- 2004.3.14 (21.9% 종영)

## 수상 후보
- 2003년 KBS연기대상 여자 우수연기상 후보

## 참고 사항
- 김유미가 맡은 역할은 당초 김남주, 명세빈이 낙점되었으나 김남주는 어학 연수, 명세빈은 소속사와 제작진과의 조건 문제로 고사하였다.
- 윤태영이 분한 황준혁 역은 당초 류진이 맡기로 하였으나[1] 불발되었다.
- 헤어진 남매가 남매인 줄 모르고 사랑에 빠진다는 내용으로 비난을 받은 데 이어 여러 차례의 간접 광고로 방송위원회로부터 경고를 받았다.[2]
- 노순복 역의 박원숙이 아들을 교통사고로 잃는 불상사를 겪기도 하였다.[3]
- 배우 겸 MC 유선애는 해당 작품을 마지막으로 활동을 잠정 중단하였다.

## OST
| #   | 제목                         | 가수   | 재생 시간 |
| --- | ---------------------------- | ------ | --------- |
| 1.  | 〈기억 속으로〉              | 최재성 |           |
| 2.  | 〈인연〉                     | 고준영 |           |
| 3.  | 〈처음 그대로〉              | 최재성 |           |
| 4.  | 〈바보같은 사랑〉            | 최재성 |           |
| 5.  | 〈연(title)〉                | 서후   |           |
| 6.  | 〈우연〉                     | 고준영 |           |
| 7.  | 〈너 혹시〉                  | 서을   |           |
| 8.  | 〈진주목걸이 Title (Inst.)〉 | 최재성 |           |
| 9.  | 〈어느날의 고백 (Inst.)〉    | 최재성 |           |
| 10. | 〈아버지의 일기 (Inst.)〉    | 최재성 |           |